# Аль-Хайдари, Джамаль Хайдар
Джамаль Хайдар аль-Хайдари (араб. جمال الحيدري‎, 1926 — 21 июля 1963) — иракский политический деятель, член Политбюро и секретарь ЦК Иракской коммунистической партии.

## Биография
Родился в Эрбиле, в семье состоятельного землевладельца-курда.
Казнён баасистским режимом в 1963 году.